# Fredrik Petersen
Fredrik Petersen (Ystad, 27 de agosto de 1983) es un exjugador de balonmano sueco que jugaba de extremo izquierdo. Su último equipo fue el IFK Ystad. Fue un componente de la selección de balonmano de Suecia.
Con la selección sueca fue internacional entre 2003 y 2016, disputando 150 partidos con ella, en los que marcó 416 goles. Con la selección ganó la medalla de plata en los Juegos Olímpicos de Londres 2012.

## Palmarés

### Selección nacional
| Juegos Olímpicos | Juegos Olímpicos | Juegos Olímpicos | Juegos Olímpicos |
| Año              | Lugar            | Medalla          |                  |
| ---------------- | ---------------- | ---------------- | ---------------- |
| 2012             | Londres          | Medalla de plata |                  |

### GOG Gudme
- Liga danesa de balonmano (1): 2007

### Hamburgo
- Liga de Campeones de la EHF (1): 2013

### Füchse Berlin
- Copa de Alemania de balonmano (1): 2014
- Copa EHF (1): 2015

## Clubes
- IFK Ystad ( -2006)
- GOG Gudme (2006-2010)
- Bjerringbro-Silkeborg (2010-2012)
- HSV Hamburg (2012-2013)
- Füchse Berlin (2013-2015)
- HK Malmö (2015-2018)
- IFK Ystad (2018-2020)
- IFK Kristianstad (2020-2021)
- IFK Ystad (2021-2023)